# Йордан Анастасов
Йордан Константинов Анастасов, наречен Мегленец, Мегленски, Сидер, Сидеров и Чернов, е български общественик и политик, привърженик на лявото крило на македонското освободително движение, деец на Вътрешната македонска революционна организация (обединена).

## Биография

### Ранни години
Йордан Атанасов е роден на 4 януари 1893 година в град Кавадарци, Тиквешко (тогава в Османската империя). Началното си образование получава в родния си град. Учи като стипендиант в Цариградската духовна семинария но след избухването на Балканската война се връща в Македония. През 1912 – 1913 година е учител в село Шешково. Завършва гимназията в Скопие по времето на българското управление през Първата световна война. През 1918 година след възстановяването на сръбската власт във Вардарска Македония, емигрира в България и завършва право в София.
По време на следването си се включва активно в македонското освободително движение на страната на лявото крило. Като представител на Тиквешкото братство той защитава тази своя позиция на Втория велик събор на Съюза на македонските братства, проведен в София през октомври 1920 година. На 28 януари 1923 година на обединителния събор (конгрес) на Съюза на македонските братства и Македонската федеративна организация Анастасов е избран за секретар на Националния комитет на новоучредения Съюз на македонските братства.

### В емиграция
След Деветоюнския преврат от 1923 година сговористкото правителство на Александър Цанков, под натиска на Белрад и на международната общност, налага ограничения върху дейността на македонската емиграция и отменя насрочения за 18 – 19 януари 1924 година редовен годишен конгрес на Съюза на македонските братства. През март са извършени масови арести на македонски активисти в България. Когато разбира, че и той е в черните списъци, Анастасов емигрира в Брюксел, Белгия, а по-късно в Берлин и Париж. В Париж заедно с Иван Грашев и Васил Антонов се обявяват за Временен секретариат на Македонската федеративна организация. С тях влиза в контакт чрез Христо Янков ВМРО (обединена). След дълги преговори, в които федералистите искат изменения на устава, представителство в ЦК и наричат Обединената „сбор от личности“, на 15 юли 1928 г. е подписан обединителен протокол и Анастасов става техен представител в ЦК в Берлин.
По време на пребиваването си в Белгия, Германия и Франция специализира трудово законодателство в тамошните университети. През 1929 година на Берлинската конференция е избран в ръководството на Задграничното бюро на ВМРО (обединена) с Владимир Поптомов и Димитър Влахов. Участва в Цариградската конференция на ВМРО (обединена) от 1930 година като представител на комунистическото крило.
По-късно става член на БКП (след 1944 г., вж. по-долу) като чиновник. През 1932 г. е делегат на конгреса на Международната организация за подпомагане на революционерите в Москва, където изнася доклад за македонското освободително движение. Поради разногласия с Поптомов и Влахов напуска ВМРО (обединена) и се оттегля от политическа дейност. За да изхранва семейството си, работи като обущар.

### След 1934 година
На 18 май 1934 година се завръща в България със семейството си, подпомогнат материално от свои съграждани емигранти, живеещи в София. Полицията предприема проверки на Анастасов, но не открива нищо подозрително и в резултат на тази анкета, Анастасов започва работа като специалист в Дирекцията на труда и общественото осигуряване към Министерството на търговията, промишлеността и труда. След Деветнадесетомайския преврат през 1934 г., за да дадат нови доказателства за проюгославската си ориентация, правителствата на Кимон Георгиев, и особено това на Пенчо Златев, засилват ограничителните мероприятия спрямо македонските организации. Въпреки че вече не се занимава с активна политическа дейност, през 1935 г. Анастасов е арестуван и съден по Закона за защита на държавата заедно с други дейци на ВМРО (обединена), макар да не поддържа никакви връзки с организацията. На съдебния процес Анастасов заедно с Христо Калайджиев, Александър Мартулков, Борис Михов и Петър Калчев (неродом от Македония) е сред малцинството обвиняеми, които се определят като „българи“, а не „македонци“. Пред съда Анастасов заявява, че македонците са българи, и че Петричко не е завоювана от България част от Македония, като твърди, че такова е становището и на Влахов и Поптомов. Анастасов е признат от съда за невинен и с ходатайството на Стойчо Мошанов той е възстановен на работа в Дирекцията на труда.

### След 1944 година
След Деветосептемврийския преврат през есента на 1944 година дейците на бившата ВМРО са заклеймени като великобългарски шовинисти. Въпреки своите леви убеждения и влизането му в редовете на БКП, Анастасов също е потърпевш от тази политика. Прекарва няколко месеца в Дирекцията на милицията, но по недоказаност на обвиненията е освободен и възстановен на работа в Дирекцията на труда. Като служител на Дирекцията е записан в лявото крило на БРСДП и след това (при обединението на партиите) автоматично става член на БКП. До 1947 година е поддиректор, а от 1947 до 1957 година е управител на Държавния институт за обществено осигуряване. По-късно е назначен за старши научен сътрудник в Народна библиотека „Св. св. Кирил и Методий“, а през 1958 г. е неин поддиректор.
Участва активно и в дейността на Македонския научен институт, а на 10 юли 1945 г. е избран за главен и отговорен редактор на новосъздадения печатан орган на института – месечното списание „Македонска мисъл“. По-късно, след като по директива на БРП (к) Македонският научен институт се самоликвидира, Анастасов е заместник-председател на Съюза на македонските културно-просветни дружества в България, редактор е в списание „Славяни“. Изследва дейността на видни дейци на македонското освободително движение и публикува много материали на тази тема. Анастасов е избиран за окръжен съветник, а през 1976 г. е избран за народен представител в VII народно събрание. Умира на 10 октомври 1976 година в София.